# Гурбатов, Фаиг Акиф оглы
Фаиг Акиф оглу Гурбатов (азерб. Faiq Akif oğlu Qürbətov; род. 19 августа 1973, Баку) — глава исполнительной власти Билясуварского района (с 2020).

## Биография
Родился 19 августа 1973 года в Баку. В 1990 году окончил школу №132 города Баку. В 1995-1997 годах служил в Вооружённых Силах Азербайджана.

## Образование
В 1995 году окончил исторический факультет Бакинского государственного университета.
В 2001 году окончил факультет государственного и муниципального управления Академии государственного управления Азербайджана.
В 2002 году окончил курсы для сотрудников государственных организаций в сфере туризма Всемирной туристской организации.

## Карьера
В 1997 году заместитель председателя Национального совета молодёжных организаций Азербайджана.
С 1998 по 1999 год советник отдела по работе с молодёжными организациями, с 1999 по 2001 год помощником, с 2001 по 2007 год начальником сектора развития внутреннего туризма Министерства молодёжи, спорта и туризма Азербайджана.
С 2007 по 2012 год директор проекта институциональной помощи с целью развития внутреннего туризма Министерства культуры и туризма в рамках Программы развития ООН.
С 2011 по 2012 год преподаватель кафедры менеджмента и маркетинга Азербайджанского института туризма.
С 2012 по 2018 год руководитель аппарата Фонда молодёжи Азербайджана.
С 2018 по 24 августа 2020 года руководитель центрального аппарата Общественного телевидения. 
Глава исполнительной власти Билясуварского района (с 24 августа 2020).
С января 2003 года член партии «Новый Азербайджан».

## Семья
Он женат и имеет 2 детей.

## Награды
- Почётный диплом Президента Азербайджанской Республики (28 января 2016, за плодотворную деятельность в осуществлении молодёжной политики Азербайджана)[2]